# Sardostalita
Sardostalita patrizii es una especie de araña araneomorfa de la familia Dysderidae. Es la única especie del género monotípico Sardostalita.  

## Distribución
Es originaria de Cerdeña e Italia.